# Opernball w Wiedniu

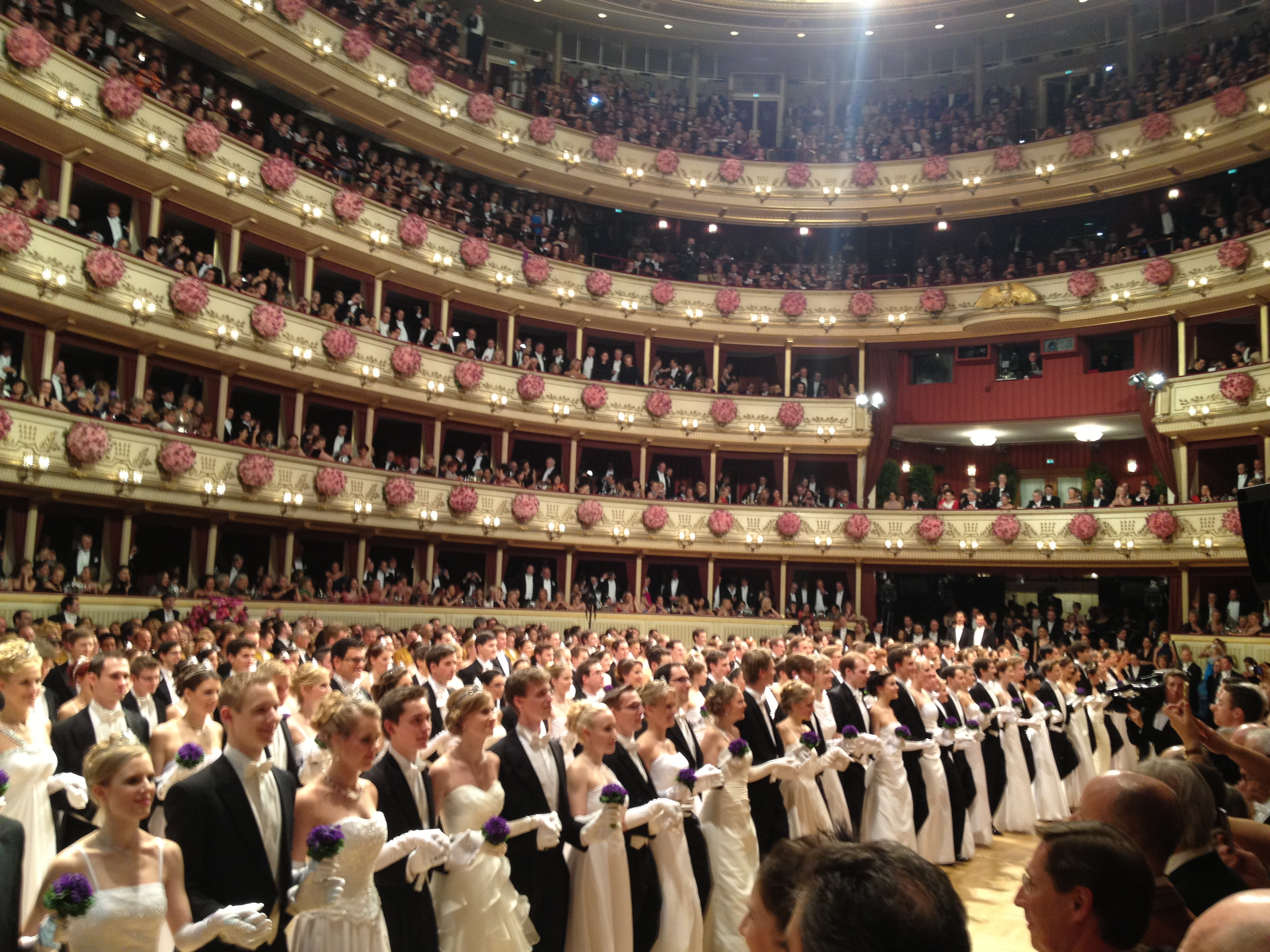
Opernball w Wiedniu

Opernball w Wiedniu (niem. Wiener Opernball) – bal w Operze Wiedeńskiej, ważne wydarzenie kulturalne w życiu Wiednia, najważniejszy bal w okresie karnawału organizowany corocznie w czwartek przed Środą Popielcową. Obowiązują stroje balowe: długie suknie dla kobiet i fraki dla mężczyzn. Bal transmitowany jest na żywo kilka godzin przez austriacką stację telewizyjną ORF oraz Bayerischer Rundfunk.

## Znaczenie balu
W balu bierze udział corocznie około 12 000 ludzi, w tym przedstawiciele rządu austriackiego z prezydentem i premierem na czele, przedstawiciele świata biznesu i kultury, a także zaproszeni goście zagraniczni. Podobnie jak koncerty noworoczne, bale w operze są reklamą Wiednia i corocznie około 4700 turystów z całego świata przyjeżdża do Wiednia, aby wziąć udział w balu. Bale stały się atrakcją turystyczną. Bal nie jest imprezą zamkniętą. Udział może wziąć każdy, kto zakupi kartę wejścia i ma odpowiedni strój.

## Historia
Początki tradycji balowej sięgają czasów kongresów wiedeńskich w latach 1814/1815, na zakończeniu których miały miejsce występy taneczne.

## Organizacja balu
W krótkim czasie, od ostatniego przedstawienia w poniedziałek, od 22:00 do 20:30 w czwartek, co stanowi około 70 godzin, opera jest przebudowywana na ogromną salę balową. Usuwane są wszystkie krzesła, a podłoga, dzięki specjalnemu rusztowaniu, zostaje zrównana ze sceną i stanowi parkiet sali balowej o powierzchni 850 metrów kwadratowych.
Od roku 2008 w dniu balu przed budynkiem opery wystawiany jest czerwony dywan dla gości. W sumie przy pracach technicznych bierze udział 650 ludzi.

## Przebieg balu
Na otwarcie balu do sali wkracza 180 par tanecznych.
Oficjalnie rozpoczęcie balu następuje z chwilą wejście prezydenta Austrii do loży rządowej przy dźwiękach fanfar. Następnie odgrywany jest hymn narodowy.
Później następuje część występów tancerzy baletowych. Dopiero po słowach „Alles Walzer” rozpoczyna się bal dla wszystkich uczestników.

## Bale alternatywne
W tym samym czasie, w którym odbywa się bal w operze, trwa również Wiener Rosenball, a także tak zwany Opferball z (dosł. bal ofiar) organizowany przez ulicznych sprzedawców gazetki Augustin, na który mają wstęp ludzie bezdomni.